# Ráng ất minh quế
Ráng ất minh quế hay còn gọi ráng âm địa nhung, rau vi hai dạng lá, rau vi nâu vàng (danh pháp khoa học: Osmundastrum cinnamomeum) là một loài dương xỉ trong họ Osmundaceae. Loài này được Carl Linnaeus mô tả khoa học đầu tiên năm 1753 dưới danh pháp Osmunda cinnamomea. Năm 1847 Carl Bořivoj Presl đặt ra chi Osmundastrum và chuyển nó sang chi này. Tuy nhiên, trước năm 2008 nhiều tác giả vẫn coi Osmundastrum như là một phân chi của Osmunda và loài này như thế là thuộc chi Osmunda. Chỉ sau nghiên cứu phát sinh chủng loài của Metzgar et al. (2008) thì người ta mới phục hồi chi Osmundastrum.
Loài này là bản địa khu vực Đông Á và Bắc Mỹ. Nó sinh sống ven các đầm lầy, đầm lầy than bùn, các vùng đất ẩm thấp trong các khu rừng thưa.
O. cinnamomeum được coi là hóa thạch sống do nó được nhận dạng trong các hồ sơ địa chất có niên đại tới 75 triệu năm trước (Ma). Phát hiện gần đây gia tăng giá trị này lên tới 180 Ma.

## Hình ảnh

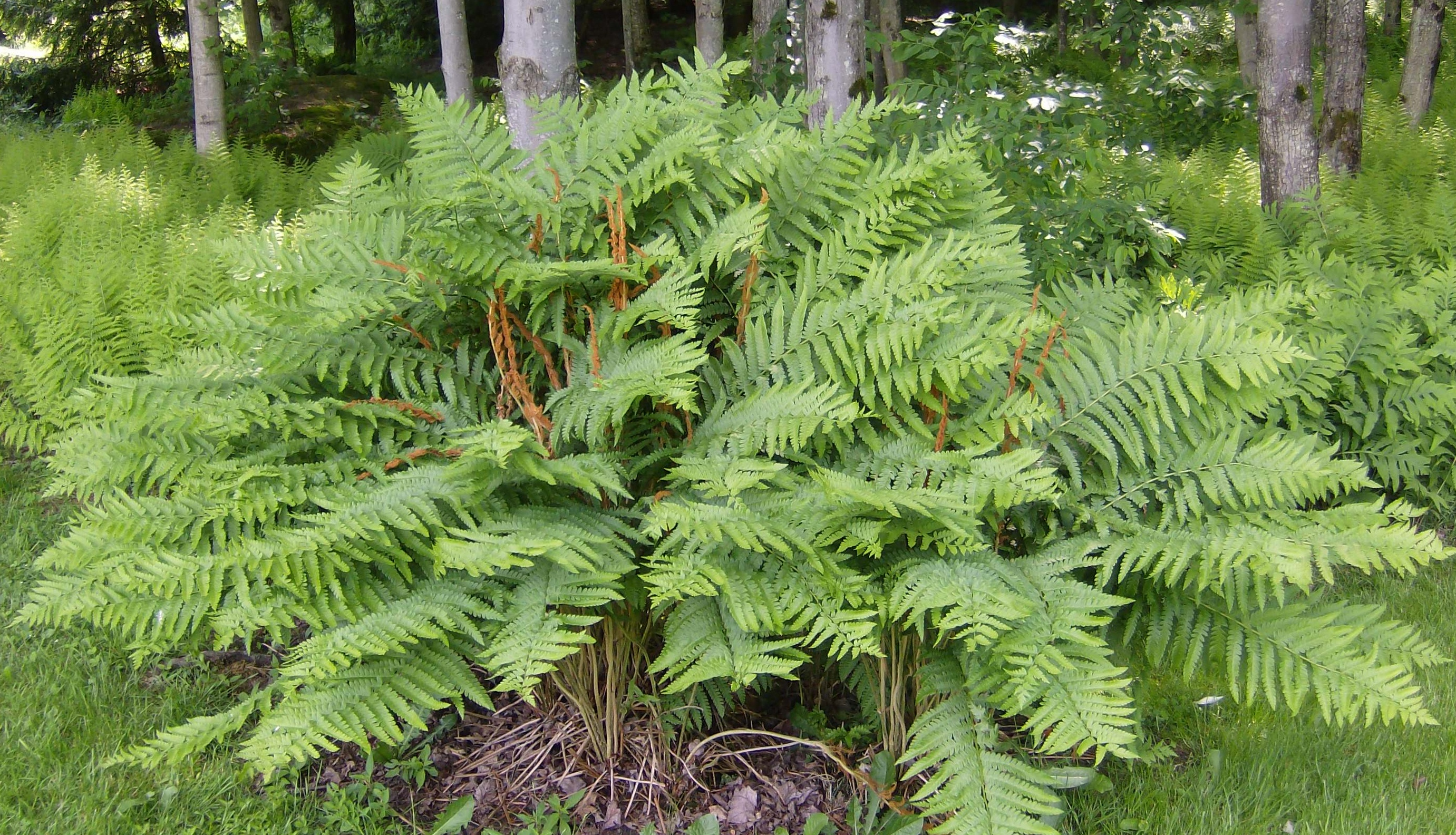
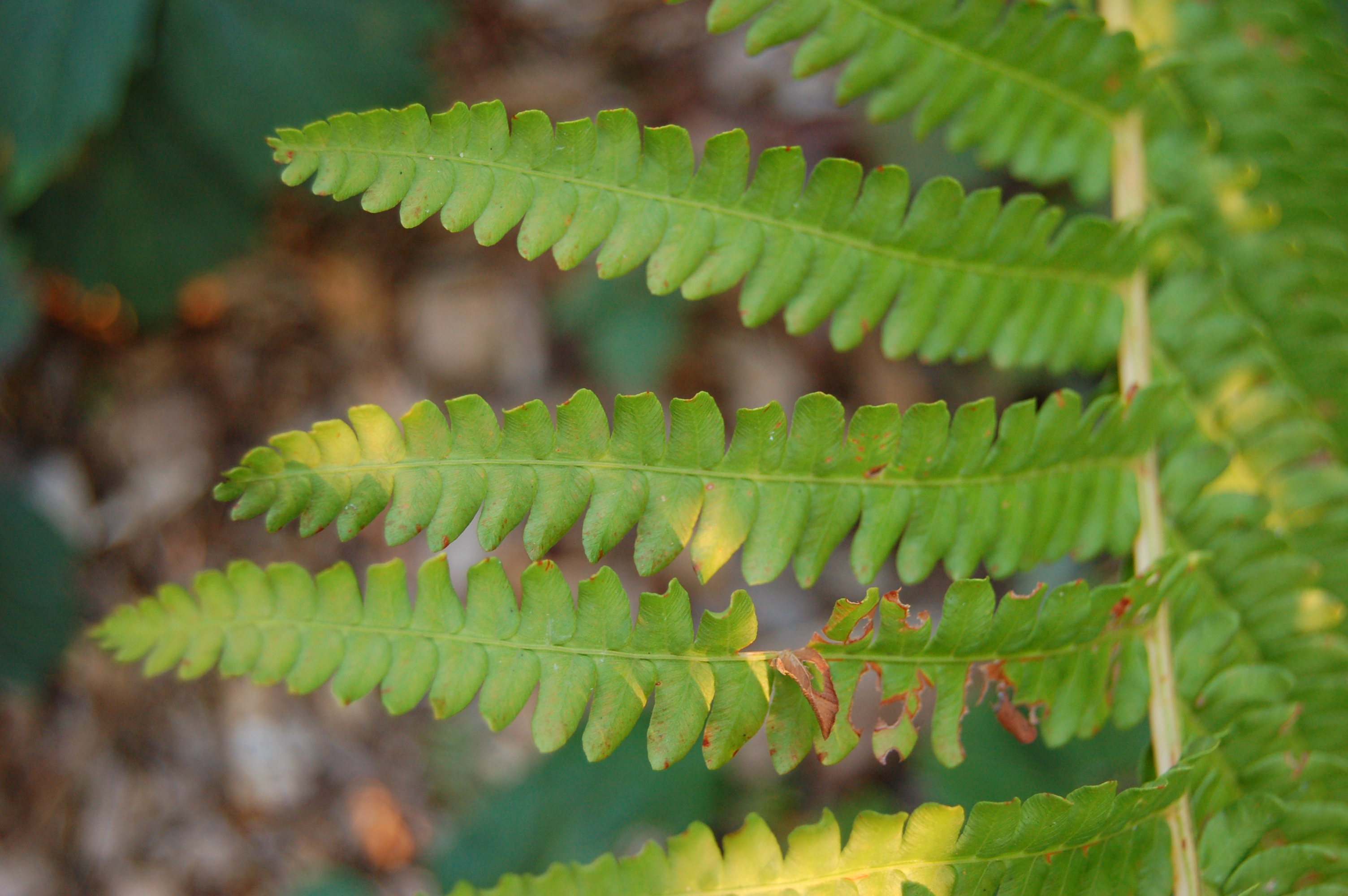
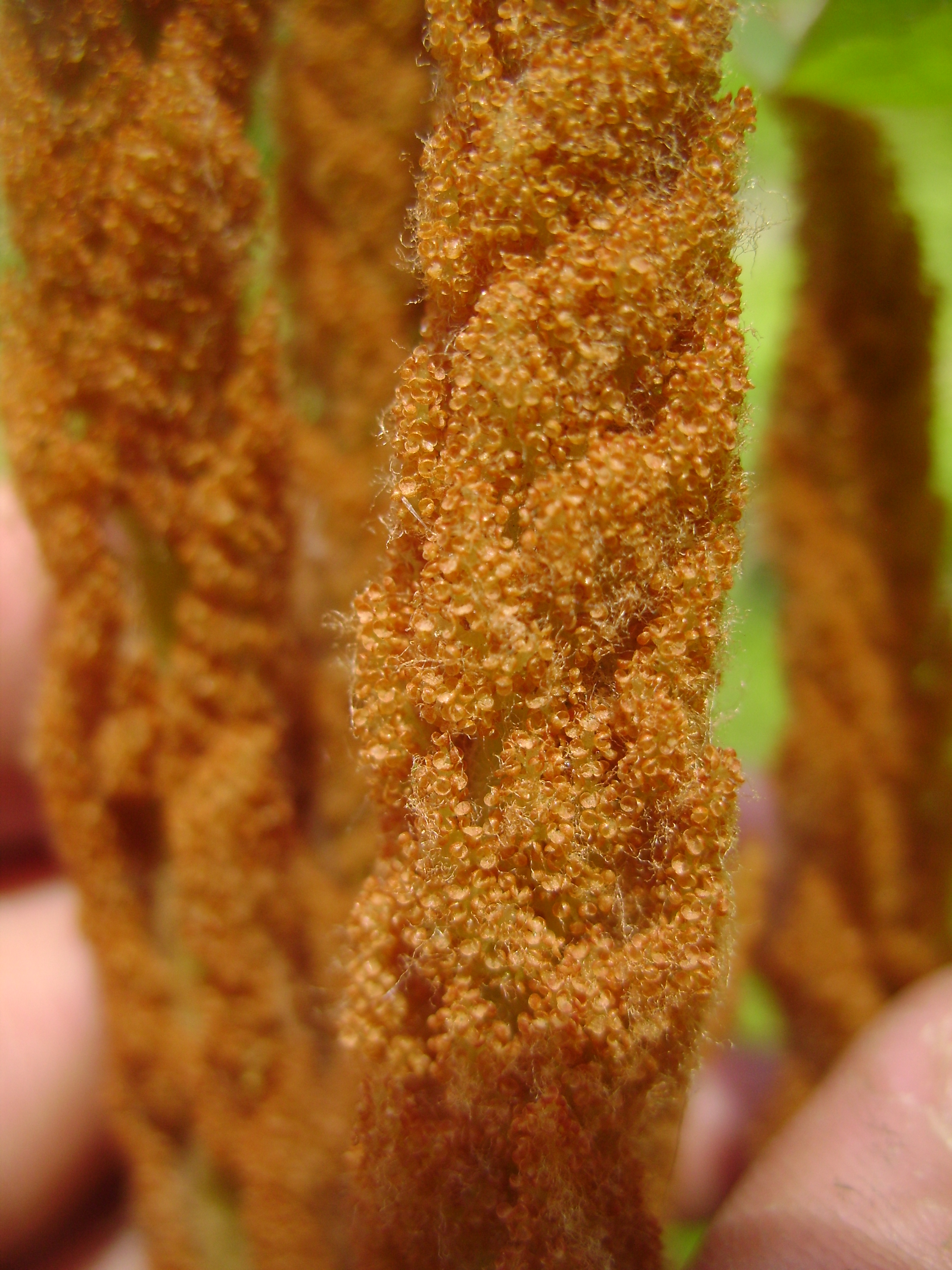
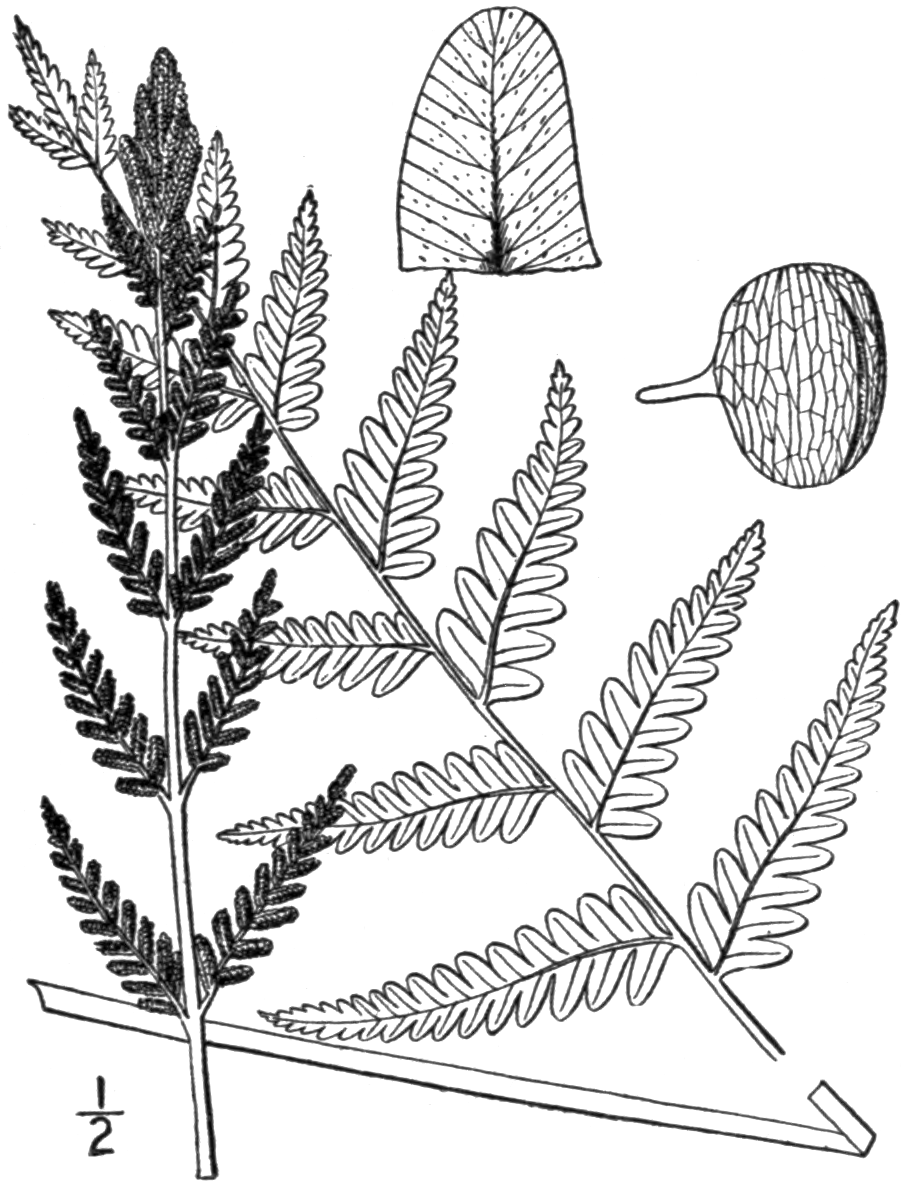